# Bosbeekschildpad
De bosbeekschildpad (Glyptemys insculpta) is een schildpaddensoort uit de familie moerasschildpadden (Emydidae), waar veel moerasbewonende schildpadden onder vallen. De soort werd voor het eerst wetenschappelijk beschreven door John Lawrence LeConte in 1830. Oorspronkelijk werd de wetenschappelijke naam Testudo insculpta gebruikt. Lange tijd was de geslachtsnaam Clemmys, waardoor de oude naam nog weleens opduikt.

## Uiterlijke kenmerken
Het schild wordt niet groter dan 25 centimeter en de soort is moeilijk van andere soorten te onderscheiden, vooral van de Kaspische beekschildpad. In het veld is het niet zo'n probleem, omdat de verspreidingsgebieden elkaar niet overlappen. De schildpad heeft een bruin tot grijs schild, met geen noemenswaardige tekening of patronen. Het schild is enigszins bol en bij sommige exemplaren is de huid roodachtig, maar meestal groen tot grijs. Juveniele dieren zijn groengrijs en hebben een sterk geribbeld schild, maar dat trekt na enkele jaren bij. Soms is het buikschild, ook wel plastron genoemd, geel met zwarte banden. Mannetjes worden groter en forser dan de vrouwtjes, wat bij de meeste schildpadden net andersom is.

## Verspreiding en leefgebied
De bosbeekschildpad komt voor in Noord-Amerika, in Canada en in grote delen van de Verenigde Staten. De habitat bestaat uit langzaam stromende beken en riviertjes, altijd bij bosranden of in bosachtige omgevingen, maar ook wel moerassen. Wateren met een modderbodem en waterplanten onder- en bovenwater hebben de voorkeur en de schildpad heeft een grote behoefte aan zonlicht. Tijdens het heetste deel van de dag schuilt het dier tussen struiken en hagen, ook 's nachts als er gerust wordt. Het is hiermee een van de weinige soorten moerasschildpadden die graag op het land vertoeft. In de winter keert de schildpad wel naar het water en wordt een winterslaap gehouden in de modder op de bodem.

## Leefwijze
Deze schildpadden zijn omnivoor en eten planten, wormen, visjes, insecten en andere kleine waterdieren. Het zijn de enige schildpadden in de streken waar ze voorkomen die ook aan land voedsel kunnen consumeren, en dat geeft ze een voorsprong op andere soorten omdat ze plantendelen kunnen eten die andere schildpadden niet kunnen bereiken zoals bessen, fruit en bladeren.
De bosbeekschildpad kent een unieke manier om wormen te vangen; hij kan het lichaam heel snel laten trillen, waarna de trillingen via de voorpoten de grond in gaan. Regenwormen die onder de grond zitten reageren alsof het regent, ze komen bovengronds om niet te verdrinken waar de schildpad ze opwacht. Een dergelijk gedrag, het kennen van en inspelen op het gedrag van prooidieren om ze te lokken komt maar bij weinig diersoorten voor.